# Черенцовское Отделение
 Черенцовское Отделение  — населенный пункт Пензенского района Пензенской области. Входит в состав Ермоловского сельсовета.

## География
Находится в центральной части Пензенской области на расстоянии приблизительно 41 км по прямой на запад от областного центра города Пенза.

## История
Основан как социально-производственная инфраструктура совхоза «Серп и Молот» между 1939 и 1959 годами. В 2004 году — 39 хозяйств.

## Население
Численность населения: 361 человек (1959 год), 438 (1979), 157 (1989), 123 (1996). Население составляло 93 человека (русские 97 %) в 2002 году, 25 в 2010.